# Millinge
Millinge är en tätort i Fåborg-Midtfyns kommun i Region Syddanmark i Danmark. Tätorten har 480 invånare (2024). Den ligger på Fyn, cirka 20,5 kilometer sydväst om Ringe.